# Сера Кутлубей
Сера Кутлубей (на турски: Sera Kutlubey) е турска актриса.

## Биография
Сера Кутлубей е родена през 1997 г. в Анкара. Завършва образованието си в театралния отдел на университета „Халидж“. Първата й роля е в сериала „Амбър“ през 2016 г., а след това - в телевизионния сериал „Баща ми и семейството му“. Играе ролята на Шехер в телевизионния сериал „Анонимен“ и получава признание с героя на Джемре Йълмаз в телевизионния сериал „Безмилостен град“. Днес тя играе ролята на Дамла в сериала „Доброта“.

## Филмография
| Година    | Филм             | Роля          |
| 2016      | Kehribar         | Leyla         |
| 2016      | Babam ve Ailesi  | Hasret        |
| 2017      | Анонимен         | Шехер         |
| 2019-2020 | Безмилостен град | Cemre Yilmaz  |
| 2021      | Вятърничав       | Азра          |
| 2022-2023 | Доброта          | Дамла Динджер |
| 2023      | Казвам се Фарах  | Мерджан Азади |

## Награди
| Година | награда                       | категория                                             | резултат  |
| 2019   | Златна пеперуда Pantene       | Най-добра двойка в телевизионен сериал (Cenk & Cemre) | номиниран |
| 2020   | Golden Summit и Career Awards | Награда за най-добра актриса на годината              | намирам   |